# Ein Platz im Herzen
Ein Platz im Herzen ist ein amerikanisches Filmdrama von Robert Benton aus dem Jahre 1984. Er erhielt bei der Oscarverleihung 1985 zwei Auszeichnungen.

## Handlung
Der Film spielt im Jahr 1935 in Waxahachie in Texas. Edna Spalding lebt mit ihrem Mann Royce auf einer Farm. Royce, Sheriff des Ortes, wird eines Nachts wegen eines randalierenden Schwarzen gerufen und bei dem Einsatz erschossen. Edna ist von nun an auf sich selbst gestellt: Sie muss für ihre Kinder Possum und Frank sorgen, doch gleichzeitig belasten sie finanzielle Probleme. Albert Denby, der Bankier, pocht auf die Rückzahlung des ausstehenden Kredits und rät Edna, die Farm zu verkaufen. Die Witwe weigert sich, und der Landarbeiter Mose, den sie bei sich aufgenommen hat, rät ihr, Baumwolle anzubauen. Sie folgt seinem Rat, und auch Denby gibt zunächst nach, unter der Bedingung, dass Edna dessen im Ersten Weltkrieg erblindeten Stiefbruder Mr. Will bei sich aufnimmt und anstellt. Schon früh zeigt sich Will als geschickter Helfer, doch Edna hat weiterhin mit ihren finanziellen Schwierigkeiten zu kämpfen.
Auch ihre Schwester Margret Lomax, Betreiberin eines Schönheitssalons, und deren Mann sind nicht in der Lage, sie finanziell zu unterstützen. Sie hat eine kleine Tochter zu versorgen und sieht sich mit den sexuellen Eskapaden ihres Ehemannes Wayne und mit der eigenen Armut konfrontiert.

## Kritiken
„Das Drama ist nicht frei von romantischer Verklärung, aber hinter den glänzenden Darstellern und wunderschönen Bildern scheint die universell übertragbare Vision einer ‚emotionalen Heimat‘ durch, die aus dem Zusammenspiel unverwechselbarer Orte, Menschen und Dinge entsteht.“

## Auszeichnungen
Oscarverleihung 1985
- Beste Hauptdarstellerin – Sally Field
- Bestes Originaldrehbuch – Robert Benton

weitere Nominierungen
- Bester Film – Arlene Donovan
- Beste Regie – Robert Benton
- Bester Nebendarsteller – John Malkovich
- Beste Nebendarstellerin – Lindsay Crouse
- Bestes Kostümdesign – Ann Roth

Golden Globe Awards
- Beste Hauptdarstellerin – Drama: Sally Field

Weitere Nominierungen
- Bester Film – Drama